# Kovács Lola
Kovács Lola (Budapest, 1970. március 15. –) Barcsay-díjas magyar festőművész.

## Élete, munkássága
Középiskolai tanulmányait az ELTE Radnóti Miklós Gyakorlóiskolában végezte.
1988 és 1996 között az Eötvös Loránd Tudományegyetem Bölcsészettudományi Kar Angol-Amerikai Intézet angol szakára járt.
1991 és 1996 között a Magyar Képzőművészeti Főiskola festő szakát végezte el.
1996-98: uo. posztgraduális képzés. 1996: Szinyei Merse Pál Társaság díja
1997-ben elnyerte a Walz Alapítvány ösztöndíját Leonbergbe.
1997 és 2000 között Derkovits-ösztöndíjas.
2001-ben Barcsay-díjban részesült.
2002-ben Ateliers Pro Arts/AFA.! egyéves műteremprogramjában vett részt.
2002-ben Római ösztöndíjban részesült.
2004-ben megkapta a Strabag Festészeti Díj, fődíját.
Korábbi munkáin szűkebb környezetének elemei jelennek meg szokatlan látásmódban, meghökkentő, kiegyensúlyozatlan kompozícióba rendezve, de művészete a realitáson túli belső képek megfogalmazásának irányába mutat.

## Egyéni kiállítások
- 1995 • Nyúl Galéria, Budapest
- 1999 • Horror Temporis, Fészek Klub, Budapest
- 2001 • Régi Művésztelepi Galéria, Szentendre • Üdvözlet a vendégeknek, Fészek Galéria, Budapest
- 2003 • Rezonanciák IV., Ateliers Pro Arts, Budapest • Festői látásmód, Start Galéria, Budapest
- 2005 • Varjú, Városi Képtár-Deák Gyűjtemény, Székesfehérvár • Raiffeisen Galéria, Budapest.

2008. Védelem, Fészek Galéria, Budapest
2010. Joy and Despair, Léna'Roselli Galéria, Budapest
2011. A római macska, Fészek Galéria, Budapest